# Sussaba flavipes
Sussaba flavipes là một loài tò vò trong họ Ichneumonidae.